# Stenotarsus globosus
Stenotarsus globosus là một loài bọ cánh cứng trong họ Endomychidae. Loài này được Guérin-Ménèville miêu tả khoa học năm 1857.